# Kirchschlag (Baixa Áustria)
Kirchschlag (Baixa Áustria) é um município da Áustria localizado no distrito de Zwettl, no estado de Baixa Áustria.